# Ширшов, Александр Григорьевич
Александр Григорьевич Ширшо́в (1914—1987) — советский актёр театра и кино. заслуженный артист Таджикской ССР (1942).

## Биография
Родился 11 (24 декабря) 1914 года в селе Черкасском Российской империи, ныне Пензенской области, в семье крестьянина. Его отец погиб во время Первой мировой войны. Мать, домашняя хозяйка, после смерти мужа вышла замуж вторично.
В 1922 году Александр поступил в сельскую школу, затем продолжил учёбу и перешёл в семилетнюю школу. Будучи школьником, увлекся театром, посещал сельский драматический кружок.
В 1930 году, выдержав большой конкурс, Ширшов поступил на драматическое отделение Государственного театрального комбината по классу А. П. Петровского и по его окончании в 1933 году был принят в литературно-драматическую мастерскую под руководством А. Д. Дикого.
В 1935 году, в связи с отъездом мастерской в Ленинград, Ширшов перешёл в Московский ТРАМ, а 1937 году, вместе с товарищами по учебе выехал в город Сталинабад (ныне Душанбе) в созданный там Русский драматический театр имени Маяковского. Здесь он работал до марта 1944 года и был одним из его ведущих артистов, сыграв центральные роли в классических и советских пьесах.
С 1944 по 1946 годы Александр Ширшов играл в Ленинградском театре комедии, а в декабре 1946 года вошёл в труппу Московского драматического театра (с 1968 — театр на Малой Бронной), где работал до ухода на пенсию в 1983 году. В кино Александр Ширшов дебютировал в 1942 году. Играл чаще небольшие героические и характерные роли. Также Ширшов выступал на эстраде с жанровыми лирическими песенками под баян.
Умер 10 сентября 1987 года. Урна с его прахом находится в 49-й секции закрытого колумбария Ваганьковского кладбища.

## Награды
- медаль «За трудовое отличие» (1941)[2].
- заслуженный артист Таджикской ССР (1942).

## Творчество

### Роли в театре
Сталинабадский Русский драматический театр имени В. В. Маяковского
- «Бедность не порок» А. Н. Островского — Гриша Разлюляев
- «Волки и овцы» А. Н. Островского — Аполлон Викторович Мурзавецкий
- «Лес» А. Н. Островского — Пётр
- «На дне» М. Горького — Алёшка и Васька Пепел
- «Очная ставка» Л. Р. Шейнина и братьев Тур — Лавренко
- «Сады цветут» В. З. Масса — Пётр
- «Дым отечества» К. М. Симонова — Забудько
- «Нашествие» Л. М. Леонова — Андрей Петрович Колесников

Театр на Малой Бронной
- 1947 — «Там, где не было затмения» Вс. Семёнова — Павел Хлопотов
- 1949 — «Девушка с кувшином» Лопе де Вега — Мартин
- 1954 — «Мертвая хватка» Дж. Голсуорси — Джекмен
- 1968 — «Платон Кречет» А. Е. Корнейчука. Режиссёр: А. В. Эфрос — Терентий Осипович Бублик
- 1969 — «Золотая карета» Л. М. Леонова — Павел Александрович Непряхин
- 1971 — «Человек со стороны» И. М. Дворецкого. Режиссер: А. В. Эфрос — Тимофей Иванович Грамоткин, бывший начальник 26-го цеха
- 1976 — «Рассказ от первого лица» А. Б. Гребнева — Кольцов старший
- 1978 — «Варвары» М. Горького — Редозубов
- «Сильные духом» Д. Н. Медведева — Н. И. Кузнецов
- «Светит, да не греет» А. Н. Островского и Н. Я. Соловьёва — Борис Борисович Рабачев
- «Женитьба Белугина» А. Н. Островского и Н. Я. Соловьёва — Гаврила Пантелеевич Белугин
- «Двенадцатая ночь» У. Шекспира — шут Фесте
- «Слава» В. М. Гусева — Владимир Николаевич Медведев
- «Сердце не прощает» А. В. Софронова — Степан Прохорович Топилин
- «Любящий вас Коля» В. Н. Москаленко — Иван Михайлович Смирнов

### Фильмография
- 1942 год — Железный ангел − Пётр Суханов
- 1942 год — Сын Таджикистана − парень с гармошкой
- 1942 год — Швейк готовится к бою − Янек
- 1943 год — Март-апрель − Сердюк
- 1944 год — Кащей Бессмертный − Булат Балагур
- 1945 год — Здравствуй, Москва! − воспитатель
- 1948 год — Путь славы − Алексей
- 1948 год — Три встречи − радист
- 1958 год — Солдатское сердце − хозяин дома
- 1958 год — Шли солдаты − солдат Охримчук
- 1962 год — Павлуха − эпизод
- 1967 год — Генерал Рахимов − дядя Кондрат
- 1967 год — Доктор Вера − Павел Петрович
- 1969 год — Адъютант его превосходительства (телевизионный) − мужик в поезде
- 1970 год — Переступи порог − Терещенко
- 1972 год — Самый последний день − Леонтий
- 1973 год — Следствие ведут знатоки. Несчастный случай − Рачков
- 1973 год — Человек со стороны − Тимофей Иванович Грамоткин
- 1974 год — Звезда экрана − ветеран
- 1977 год — Рассказ от первого лица − Кольцов-старший
- 1979 год — Варвары − Василий Иванович Редозубов
- 1982 год — Следствие ведут знатоки. Он где-то здесь − сослуживец Артамонова
- 1987 год — Любящий вас Коля − Иван Михайлович Смирнов